# 市電・市バス1日乗車券
市電・市バス1日乗車券（しでんしバスいちにちじょうしゃけん）とは、熊本市交通局が販売していた市電（路面電車）全線、市バス（熊本市営バス）、熊本都市バスを自由に乗り降りできる一日乗車券である。熊本市営バス・熊本都市バスの利用可能区間によって区間指定券と全線券の2種類がある。熊本市内にある一部の施設・記念館を割引料金で利用できる施設利用割引券が付いている。
2日間利用可能な市電・市バス2日乗車券についても記述する。
2010年3月31日をもって、市電・市バス1日乗車券及び市電・市バス2日乗車券は販売が終了し、代わって各社共通1日乗車券「わくわく1dayパス」・各社共通2日乗車券「わくわく2dayパス」が2010年4月1日から発売を開始。利用範囲が拡大され、熊本市電・熊本市営バス・熊本都市バスのほか、九州産交バス・産交バス・熊本電気鉄道が運行する路線バス及び電車でも利用可能となった。

## 販売額
- 1日乗車券
  - 区間指定券：大人券500円、小児券250円
  - 全線券：大人券700円、小児券350円
  - 施設利用割引券6枚
- 2日乗車券
  - 区間指定券：大人券800円、小児券400円（区間指定券のみ、全線券はなし）
  - 施設利用割引券10枚

## 使用方法
- 大人券はスクラッチ式のため、利用する日の年・月・日の部分を各1か所ずつ削りとり、降車時に乗務員に提示する。
- 小児券は記入式のため、利用する日の年・月・日をサインペン又はボールペンで大きく記入のうえ、降車時に乗務員に提示する。
- スクラッチ式の場合、年・月・日の部分のうちそれぞれ2か所以上（2日券は3か所以上）削ると無効になる。

## 利用可能区間
- 区間指定券
  - 熊本市電全線
  - 熊本市営バス・熊本都市バス - 以下のバス停を含めて熊本交通センター側のみ利用可能。
    - 上熊本営業所、花園校前、荒尾橋、城西校前、野口郵便局前、蓮台寺、近見町、田井島、画図橋、動植物園前、健軍校前、東出水、東水前寺、保田窪入口、渡鹿七丁目、黒髪六丁目、NTT研修センター

- 全線券
  - 熊本市電・熊本市営バス・熊本都市バス全線

## 料金割引施設
1日（2日）乗車券利用日に限り、以下の施設・記念館を割引料金にて利用できる。施設利用割引券は1施設につき1枚、本人のみ有効である。利用の際、乗車券を施設の係員に提示し施設利用割引券を切り取って係員に渡す。

### 2割引で利用可能な施設
熊本城、旧細川刑部邸、熊本博物館、熊本市動植物園、夏目漱石内坪井旧居、徳富記念園、熊本洋学校教師館ジェーンズ邸、小泉八雲熊本旧居、後藤是山記念館

### 団体料金で利用可能な施設
熊本市現代美術館（各展覧会の団体料金）

### 無料で利用可能な施設
リデル・ライト両女史記念館

## 注意事項
- 券の交換および払い戻し
  - 削り取りのないもの、または削り取った期日の前日までのものに限り券の交換および払い戻しが可能である。交換は交通局営業課および交通センターにて行われる。払い戻しは交通局のみで行われ、その際手数料50円と印鑑が必要である。
- 不正使用した場合
  - 無効券として回収し、所定運賃および割増運賃を支払わなければならない。